# Wallfahrtskirche Mariä Heimsuchung (Skoky)

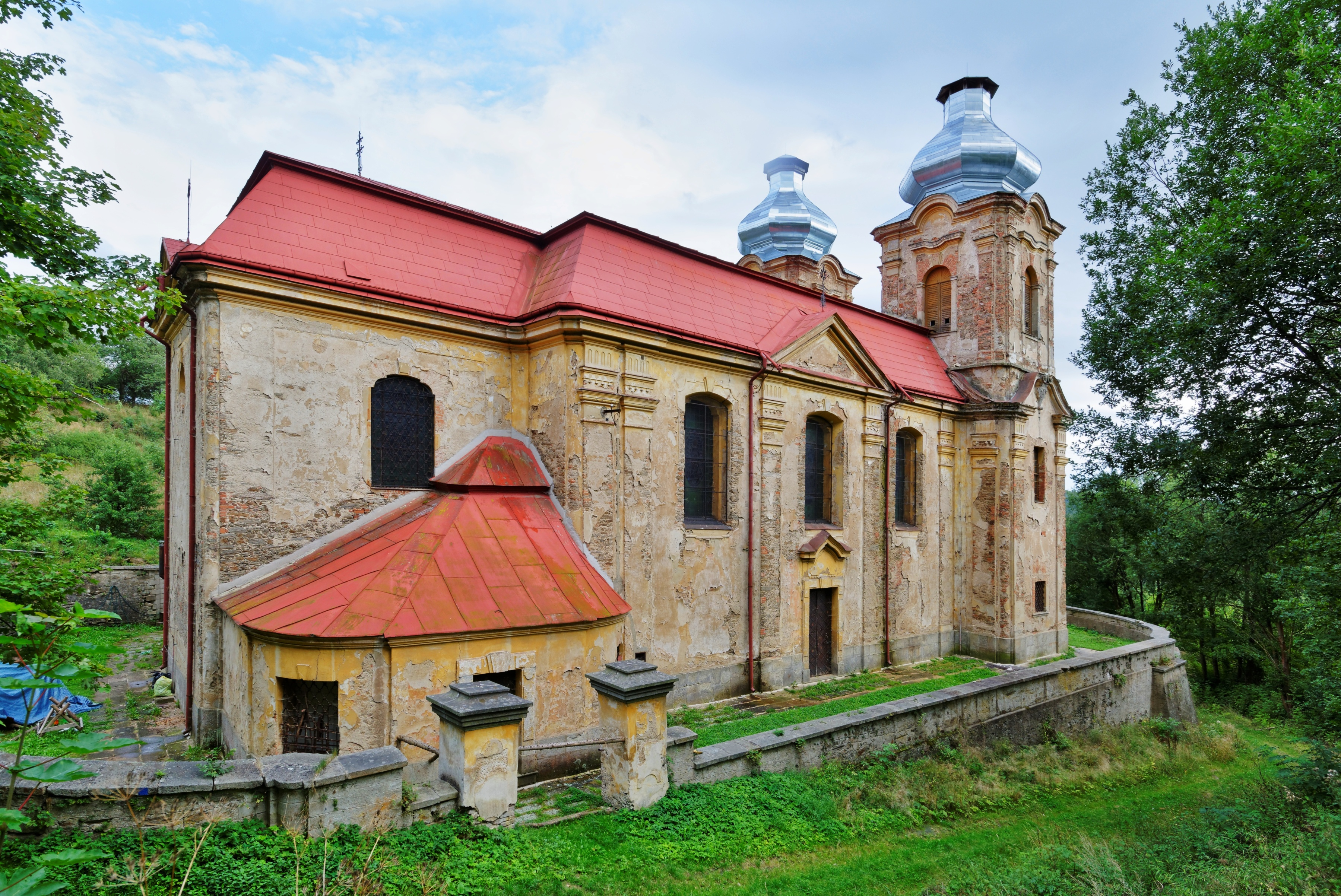
Seitenansicht

Die Wallfahrtskirche Mariä Heimsuchung früher auch Maria Hilf (tschechisch kostel Navštívení Panny Marie) in Skoky (deutsch Maria Stock), einem Ortsteil der Stadt Žlutice (Luditz) in Tschechien, ist ein geschütztes Baudenkmal. Die heutige Barockkirche wurde zwischen 1736 und 1738 erbaut und war vor allem im 18. Jahrhundert ein bedeutendes Pilgerziel. Seit 1964 steht sie in der Liste der staatlichen Kulturdenkmäler.

## Lage
Die Wallfahrtskirche befindet sich in Skoky auf einer Terrasse oberhalb einer Talmulde am Südhang des Berges Vraní vrch (630 m).

## Geschichte

### Vorgeschichte
Die erste Erwähnung des zur Herrschaft Udritsch gehörigen Dorfes erfolgte 1513. Zunächst besaß Stock keine eigene Kirche. Das von Slawen besiedelte und später schrittweise germanisierte Gebiet wurde während der Reformationszeit protestantisch und 1623 vom Grundherrn rekatholisiert. In dieser Zeit kam der Ort zur Pfarrei Luditz. Laut der Seelenliste des Saazer Kreises von 1651 lebten dort 52 Untertanen, alle bereits katholisch.
Wegen der ungünstigen Lage in einer Talmulde war Stock oft vom Hochwasser bedroht. Vor allem im Winter war es den Pfarrkindern nicht möglich regelmäßig den Gottesdienst zu besuchen, was dem örtlichen Prämonstratenserpfarrer Johannes Norbert Rick missfiel. Deshalb rief er Anfang 1717 nach der Messe zehn Bauern des Dorfes zusammen und bat sie, für den Bau einer eigenen Kapelle und einer Glocke jeweils 10 Gulden zu spenden. In einem Traum erschien dem frommen Bauern Johann Adam Lienert, Vater von sieben Kindern, die Jungfrau Maria, um ihn an sein Versprechen zu erinnern. Deshalb verkaufte er seine vier Pferde und spendete der Kirche 25 Gulden, das herrschaftliche Amt in Udritsch stellte das Baumaterial zur Verfügung.

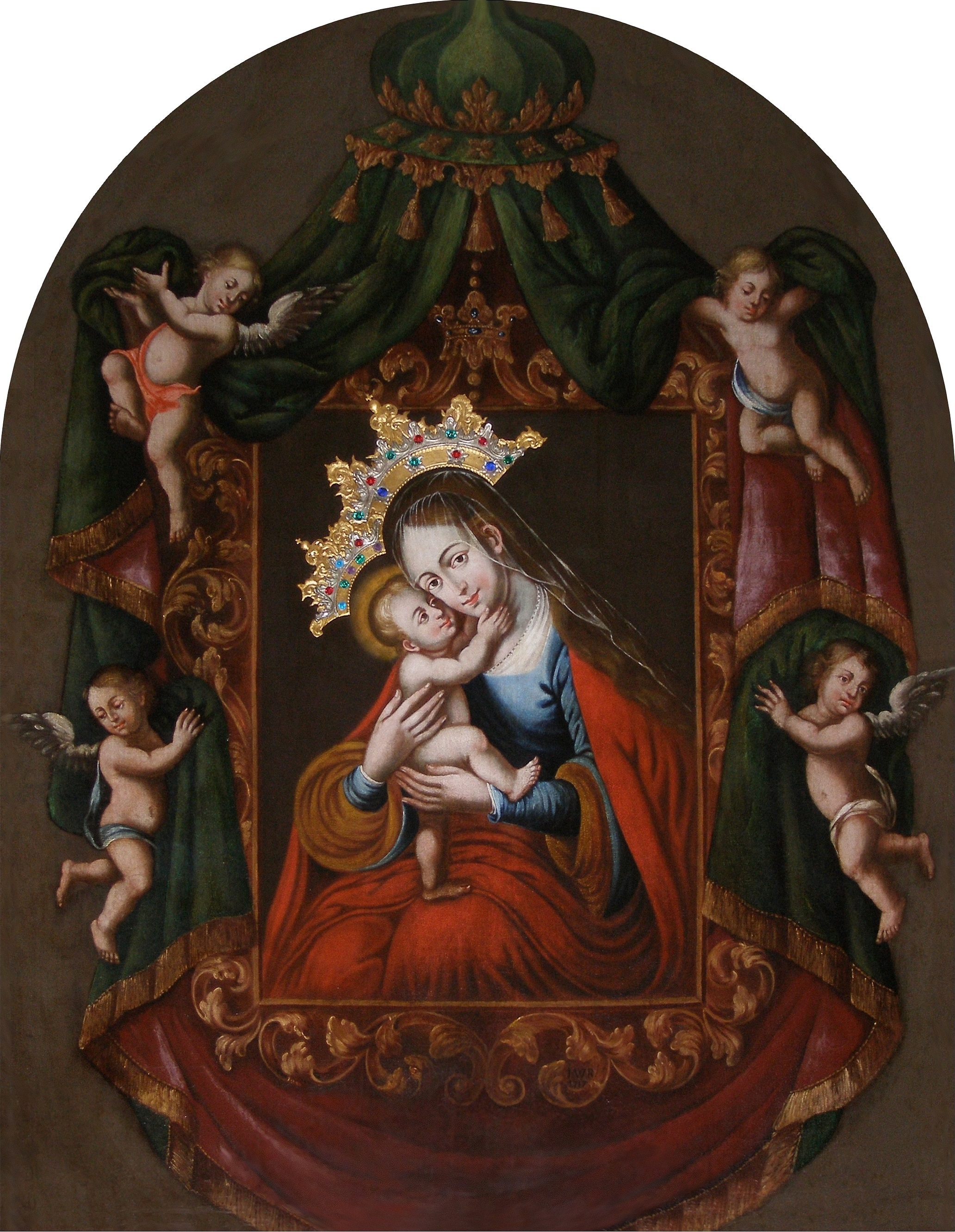
Gnadenbild von 1717

Die Kapelle wurde auf Anraten Ricks der Jungfrau Maria geweiht. Die Weihe fand am 29. September 1717 statt. Der rechteckige Bau war 4 Meter lang und 2 Meter breit, besaß zwei Fenster und war mit Schindeln bedeckt. Im Turm hing eine Glocke, die in Prag gegossen wurde. 1733 kam eine hölzerne Vorhalle hinzu. Nach einigen Wunderheilungen entwickelte sich eine Wallfahrt zum Gnadenbild Mariahilf. Die Pilger kamen vor allem aus dem Duppauer Gebirge und dem Tepler Hochland, aber auch aus der Region Pilsen und dem Landesinneren Böhmens.
Markgräfin Sibylla Augusta von Baden bat im Herbst 1732 dem Prager Erzbischof Daniel Joseph Mayer von Mayern eine Untersuchungskommission einzuberufen, die die „wunderbaren Gebetserhörungen“ untersuchen sollte. Das Konsistorium kam per Dekret vom 28. November 1733 zu dem Entschluss, dass das Marienbild nur als „guttätig“ zu verehren sei. Am 3. April 1734 erhielt man die Erlaubnis in der Kapelle einen Altar aufzustellen und die Heilige Messe zu zelebrieren. Zur gleichen Zeit rief der Abt von Tepl eine Marienkongregation ins Leben, die sich um die zahlreichen Pilger kümmerte. 1736 betrug die Anzahl 29.350. Der stetige Zustrom und die Opfereinnahmen ließen das Vermögen auf 12.522 Gulden anwachsen.

### Neubau

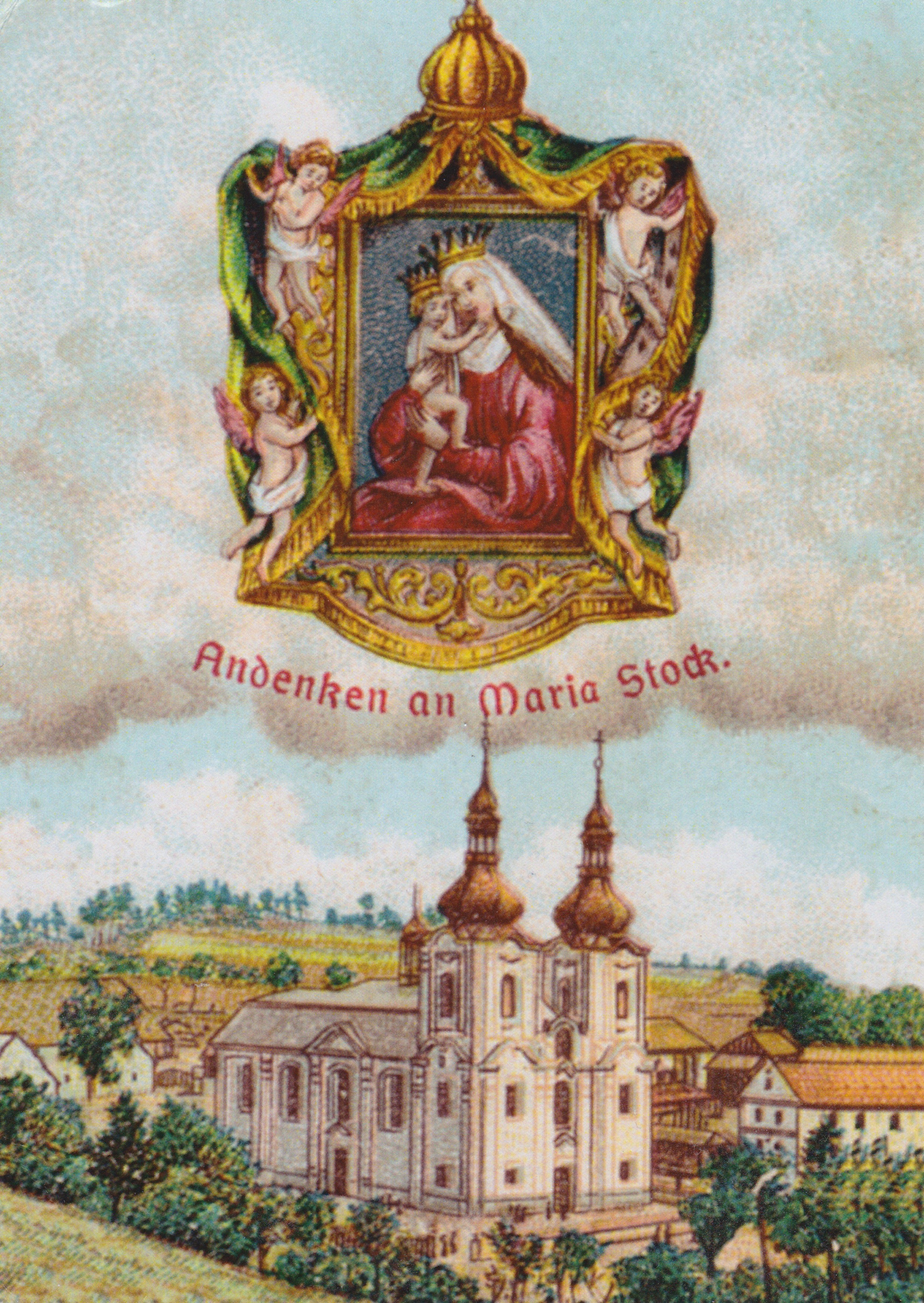
Ansichtskarte um 1930

Zwischen 1736 und 1738 veranlasste Markgraf Ludwig von Baden den Bau einer neuen imposanten Wallfahrtskirche. Baumeister war Johann Schmidt aus Uitwa, der auch für den Neubau der Wallfahrtskirche St. Anna in Zettlitz zuständig war. Der weithin sichtbare zweitürmige Barockbau wurde auf einer Terrasse im Tal des Dorfbaches errichtet. Ursprünglich war nur ein Turm geplant. In den Fundamenten entstand ein Entwässerungsstollen. An der Einweihung 1738 nahmen ca. 8000 Pilger teil, für deren Versorgung 21 Fässer Bier bereitgestellt wurden.
Da sich die Kirche im Geltungsbereich der Pfarrei Luditz befand, erhoben auch die Herren Kokorowetz von Kokorowa Anspruch auf das Patronat. Eine päpstliche Bulle ermöglichte schließlich, dass Maria Stock dem Stift Tepl direkt unterstellt wurde. 1746 erhielt die Kirche einen eigenen Lokal-Seelsorger nebst einem Kooperator, für dessen Unterhalt die Obrigkeit ein Deputat bewilligte. Kaiserin Maria Theresia bestätigte die Verwaltung durch das Kloster. Sie sprach den Herren Kokorowetz von Kokorowa das Recht zu, bei der Öffnung des Opferstockes anwesend zu sein, und verbot den Markgrafen von Baden in Maria Stock den Bierausschank. Oberhalb des Dorfes wurde ein eigener Friedhof angelegt.
Die Wallfahrt erreichte Mitte des 18. Jahrhunderts mit jährlich bis zu 40.000 Gläubigen ihren Höhepunkt. 1854 wurde die Lokalie zur Pfarrei erhoben. Eingepfarrt waren außer Maria Stock die Ortschaften Dolanka, Hablmühle, Lindles sowie Maroditz mit der Einschicht Röhramühle. Die Pilgerfahrten wurde während der Regierungszeit des Kaisers Joseph II. abgeschafft und erst im 20. Jahrhundert wiederaufgenommen.
1903 erfolgte die letzte Renovierung der Kirche. 1930 zählte die Pfarrei 96 Katholiken. Nach dem Zweiten Weltkrieg wurden die deutschen Einwohner vertrieben und die Zufahrtsstraße für die Talsperre Žlutice geflutet. Die übrigen Häuser und der Friedhof verfielen. Da die Kirche als Orientierungspunkt für das Militär diente, entging sie in der Zeit des Kommunismus einem drohenden Abriss. Auch nach der Auflösung des Dorfes wurde am 1. Sonntag im Juli die Hauptwallfahrt in Skoky weitergeführt. Eine weitere Wallfahrt findet am 1. Sonntag im Mai statt.

### Gegenwart
Nachdem die einsam gelegene Kirche seit 1990 immer wieder zum Ziel von Einbrechern, Vandalen und Kirchenräubern geworden war, ließ der Pilsener Bischof František Radkovský im Jahre 2005 die Kirche zumauern. Später traf er die Entscheidung, die Wallfahrten auch ab 2006 fortzuführen. Die Kirche ist in einem stark baufälligen Zustand, hinzu kommen starke Schäden durch Vandalismus. Reste des wertvollen Inventars befinden sich heute im Tepler Klosterdepot.
2014 wurde der tschechische Film „Maria Stock“ beim internationalen Filmfestival in Cottbus ausgezeichnet. Zum 300-jährigen Jubiläum der Kirchweihe am 29. September 2017 organisierten der Verein „Unter einem Dach“ und die Prämonstratenser aus Tepl eine Jubiläumswallfahrt nach Maria Stock. An dem Gottesdienst nahm der Pilsner Bischof Tomáš Holub teil. Die musikalische Gestaltung übernahm der Chor des Prager St.-Veits-Doms. 2018 legten Helfer den Sumpf, der sich unter dem Gotteshaus gebildet hatte, trocken. Zudem wurde von einer Jugendgruppe der Friedhof, auf dem noch vereinzelt deutsche Grabsteine stehen, von Gestrüpp befreit.

## Ausstattung

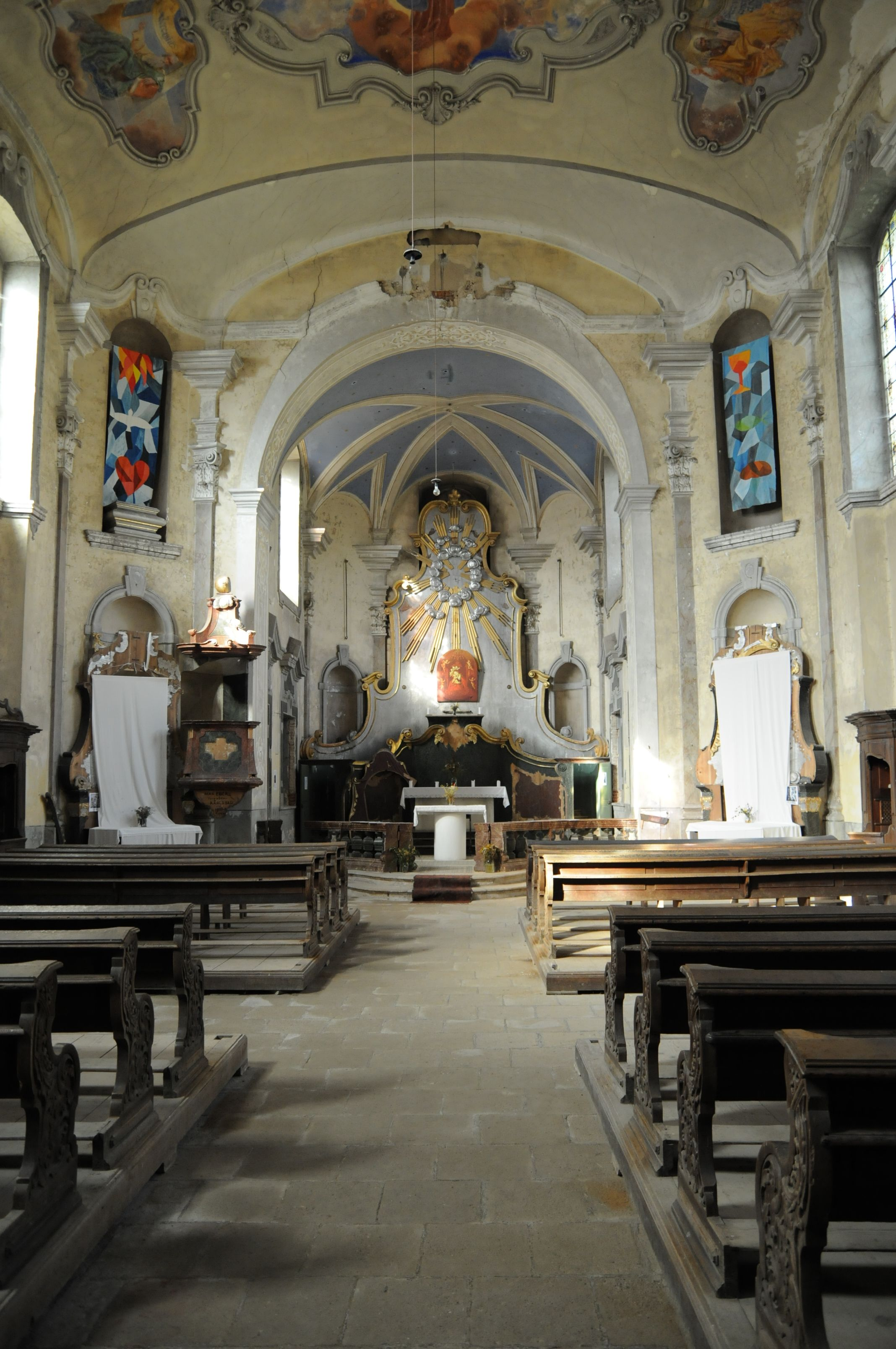
Innenraum

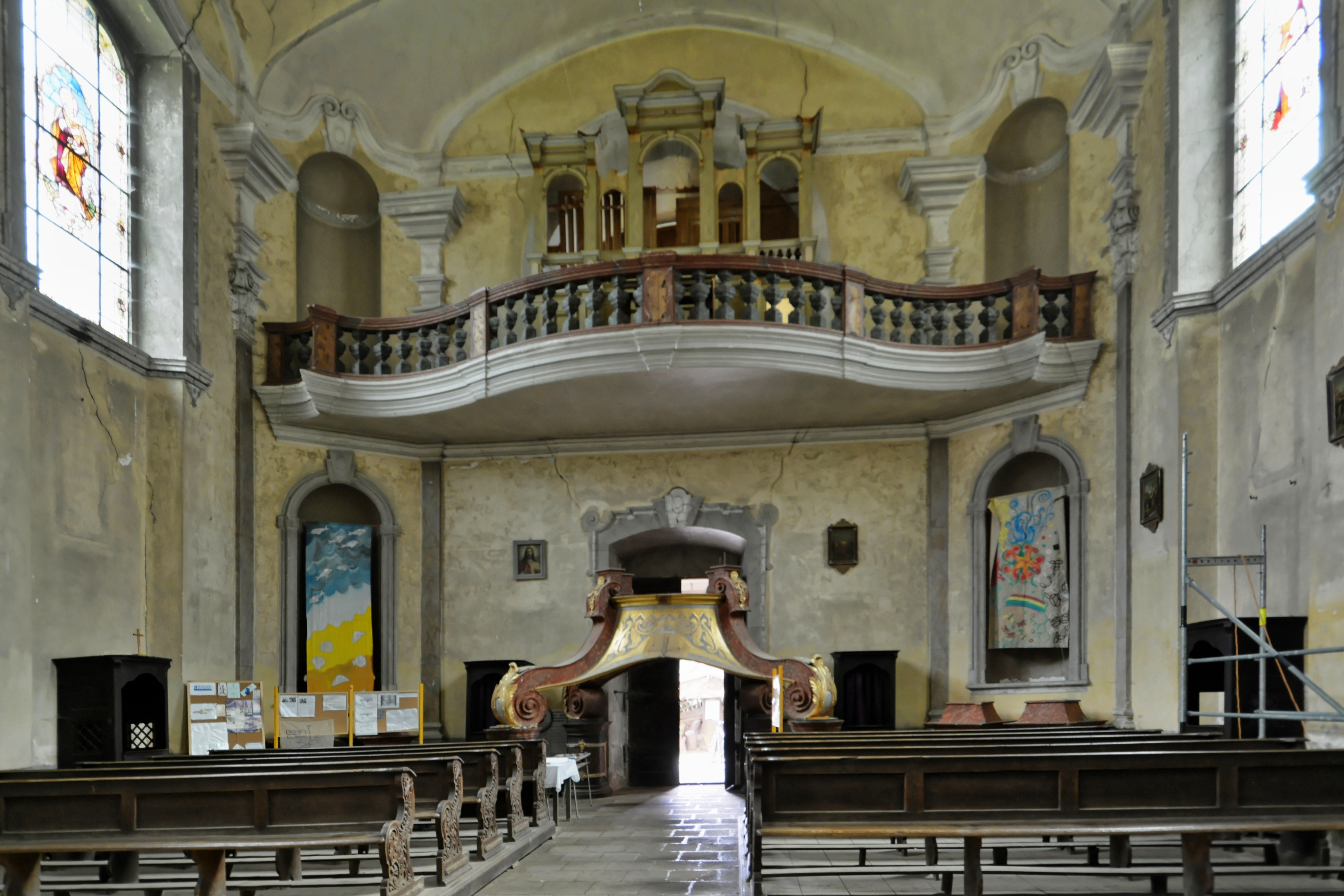
Empore

Die Deckenfresken mit der Darstellung der heiligen Dreifaltigkeit und der Jungfrau Maria schuf der Maler Karl Krattner (1862–1926). Die Altäre entstanden um 1750. Der Hauptaltar mit einem Baldachin zeigt eine Kopie des Marienbildes von 1717. Die Seitenaltäre stellten den heiligen Joseph und den heiligen Johannes Nepomuk dar. Die Kanzel zierte ein Relief der Verkündigung Mariens. Die Kirchenbänke stammen aus dem 19. Jahrhundert. Die bemalten Glasfenster wurden von der Mayer’sche Hofkunstanstalt in München bezogen. Die Orgel kam 1907 hinzu. Zur Ausstattung zählten zudem mehrere Heiligenstatuen aus dem 19. Jahrhundert sowie Reliquiare aus der zweiten Hälfte des 18. Jahrhunderts. Von dem dreistimmigen Geläut wurde zwei Glocken zu Kriegszwecken eingeschmolzen.

### Gnadenbild
Das Marienbild wurde 1717 von dem Kirchenstifter Johann Adam Lienert in Auftrag gegeben. Es stammt von dem Maler Johann Wolfgang Richter aus Theusing, der für die Arbeit 8 Tage benötigte und 9 Gulden empfing. Es stellt eine Kopie des Gnadenbildes Mariahilf ob Passau dar und besaß, bevor es seine heutige Umrahmung erhielt, ein rechteckiges Format. Nachdem man es am 9. Juli 1740 feierlich in die neue Kirche überführt hatte, wurden spezielle Scharniere installiert, die es ermöglichten, es während der Messen zu bewegen. Das Bildnis erhielt daher auch die Bezeichnung „Jungfrau Maria im Sprung“. Für einen leichteren Zugang zum Bild befand sich an der Wand ein Handlauf und darunter eine Treppe, die auch als Altarschatzkammer diente. Das originale Gemälde wird heute in der Klosterkapelle des Prämonstratenserklosters in Tepl aufbewahrt.

## Umgebung
Südöstlich von Skoky befindet sich eine Marienkapelle aus dem 19. Jahrhundert. Auf dem ehemaligen Friedhof am nordöstlichen Ortsrand, haben sich noch vereinzelt deutsche Grabsteine erhalten. Zu den wenigen noch existierenden Gebäuden von Skoky zählt die ehemalige Pilgergaststätte „Schopf“.